# Tasta argozana
Tasta argozana là một loài bướm đêm trong họ Geometridae.